# David Tonkin
Pour les articles homonymes, voir Tonkin.
David Oliver Tonkin AO (20 juillet 1929 au 2 octobre 2000) est un homme politique libéral australien qui a été le 38e Premier ministre d'Australie-Méridionale du 18 septembre 1979 au 10 novembre 1982.

## Jeunesse
Né à Adélaïde, son père meurt quand il n'a que cinq ans, laissant sa mère l'élever avec ses frères et sœurs. Tonkin fréquente les écoles publiques locales avant d'obtenir une bourse pour le collège St Peter. Accepté en médecine à l'université d'Adélaïde, Tonkin travaille comme chauffeur de taxi tout en préparant son diplôme et travaille comme médecin généraliste avant d'entreprendre un troisième cycle en ophtalmologie à Londres. Il ouvre un cabinet à Adélaïde et est rapidement considéré comme l'un des meilleurs chirurgiens ophtalmologues de la ville.
Tonkin montre son dévouement en travaillant bénévolement comme chirurgien dans les hôpitaux publics d'Adélaïde et par l'ouverture, grâce au Lions Club, du premier programme public de prévention du glaucome de l'Australie. En 1962, Tonkin devient directeur exécutif de la Fondation australienne pour la prévention de la cécité.

## Carrière politique
Dès son jeune âge, Tonkin est partisan de la Liberal and Country League (LCL). Il est le candidat idéal du parti et en 1967, il brigue en vain la circonscription électorale de Norwood contre Don Dunstan avant de remporter le siège adjacent de Bragg à l'élection de 1970.
Tonkin acquiert rapidement une réputation de membre progressiste du LCL et est un des premiers partisans de la faction libérale du mouvement créé par l'ancien premier ministre Steele Hall, mais Tonkin reste au LCL lorsque le Mouvement libéral s'en sépare.
Tonkin propose en 1974 une loi d'initiative parlementaire visant à interdire la discrimination sexuelle, la première loi du genre en Australie. Ceci l'amènera à la direction du parti en 1975.
En tant que leader, Tonkin travaille à la guérison des blessures internes du parti, à le rendre plus libéral et le conduit à remporter l'élection de 1979 contre un parti travailliste désuni.
Premier ministre, Tonkin combine conservatisme fiscal et réformes progressistes. Il réalise d'importantes réductions de dépenses dans la fonction publique, ce qui lui vaut l'inimitié des syndicats, mais fait voter la loi du droit à la terre et restituera au peuple Pitjantjatjara 10 % de la superficie totale de l'Australie-Méridionale.
Entre autres actions significatives, on peut citer le développement de la mine de cuivre et d'uranium d'Olympic Dam (Roxby Downs), l'extension des dispositions anti-discriminatoires contre le handicap physique, la création de la Commission des affaires ethniques, etc.
Il perd l'élection de 1982, qui amène John Bannon et le parti travailliste au pouvoir, et démissionne du Parlement peu après à la suite de problèmes cardiaques ce qui déclenche une élection partielle à Bragg.

## Après la politique
Par la suite, Tonkin redevient ophtalmologue et occupe divers postes dans différents organismes gouvernementaux et communautaires, comme la présidence du conseil d'administration de l'Opéra de 1985 à 1986 et la vice-présidence du Sturt Football Club. En 1986, il occupe le poste de secrétaire général de l'Association parlementaire du Commonwealth.
Un accident vasculaire cérébral en 1996 affecte de façon permanente sa parole et l'oblige à prendre sa retraite.
Tonkin reçoit le prix du Parti libéral pour réalisations exceptionnelles en 2000 des mains du Premier ministre John Howard et meurt dans son sommeil à Mengler Hill le 2 octobre 2000.
Après sa mort, le peuple Pitjantjatjara lui rend hommage en précisant qu'aucun politicien libéral n'avait fait autant pour les autochtones.

## Source
- (en) Cet article est partiellement ou en totalité issu de l’article de Wikipédia en anglais intitulé « David Tonkin » (voir la liste des auteurs).